# 33rd Virginia Infantry
Trente-troisième régiment d'infanterie de volontaires de Virginie
Le 33rd Virginia Volunteer Infantry Regiment (trente-troisième régiment d'infanterie de volontaires de Virginie) est un régiment d'infanterie levé dans le commonwealth de Virginie pour servir dans l'armée des États confédérés pendant la guerre de Sécession. Il fait partie de la fameuse « brigade de Stonewall », du nom du général Stonewall Jackson.

## Compagnies et premières statistiques
Le régiment est organisé et entre en service peu après la sécession de la Virginie le 17 avril 1861. Il est formé une dizaine compagnies, qui comprend des hommes des comtés de Hampshire, Shenandoah, Frederick, Hardy, Page, et Rockingham. Deux de ces comtés, Hampshire et Hardy, font sécession en 1863 de l'État de Virginie, faisant partie du panhandle nord-est de la Virginie-occidentale.
Les dix compagnies sont :
1. A - Gardes du Potomac (compagnie du Hampshire)
2. B - Garde de Toms Brook (compagnie de la Shenandoah)
3. C - Dixième légion des minute men/Tirailleurs de la Shenandoah  (compagnie de la Shenandoah)
4. D - Rangers de la montagne (compagnie de Winchester, Frederick)
5. E - Garde d'émeraude (compagnie de la Shenandoah)
6. F - Gris indépendants/Gris de Hardy (compagnie de Hardy)
7. G - Fusilier de Mount Jackson (compagnie de la Shenandoah)
8. H - Gris de Page (compagnie de Page)
9. I - Confédérés de Rockingham (compagnie de Rockingham)
10. K - Tireurs d'élite de la Shenandoah (compagnie de la Shenandoah Co.)

À l'origine, le régiment est commandé par le colonel Arthur C. Cummings, bien qu'il changera de mains de nombreuses fois au cours de la guerre. Le 33rd, avec les 2nd, 4th, 5th, et 27th Virginia Infantry forment la célèbre brigade de Stonewall sous le commandement du légendaire Stonewall Jackson. La grandeur moyenne d'un soldat dans le régiment est de 5' 8" (1,73 m), et l'âge moyen est de 25 ans ; ces chiffres fluctuent considérablement à mesure que les années avancent.
Le 33th Virginia reste dans la brigade de Stonewall du deuxième corps de Thomas J. Jackson jusqu'à la restructuration de l'armée de Virginie du Nord, après sa mort, au printemps de 1863. Il est ensuite mis sous le commandement de Richard Ewell jusqu'au printemps de 1864, lorsqu'il dissout à la bataille de Spotsylvania Court House.

## Première bataille de Bull Run
Lorsque les armées de l'Union et confédérées son engagées près de Manassas Junction, en Virginie le 21 juillet 1861, le général Jackson et sa brigade remporte le surnom de « Stonewall » lorsque, comme ils se retirent pour se réformer le long de Henry House Hill, le général Barnard Bee crie à ses troupes en difficulté : « là se tient debout Jackson comme un mur de pierre. Ralliez-vous derrière les Virginians ! » Huit des dix compagnies du 33rd Virginia sont présentes.
Au plus fort de la bataille, c'est la première brigade de Jackson, et, plus précisément, le régiment sous-dimensionné du colonel Cummings qui change le cours de la bataille avec une charge à propos contre une batterie d'artillerie exposée. La capture réussie des canons est attribuée en grande partie à l'absence de formalité des uniformes au début de la guerre, les hommes de Jackson sont habillés en bleu, tout comme leurs homologues fédéraux. Si le 33rd Virginia réussit à capturer les canons, le nombre d'hommes qui participe à la charge (seulement environ 250) sont incapables de garder la possession et sont forcés de battre en retraite. La charge a stoppé la progression régulière de l'armée de l'Union jusqu'à ce point, et précipite les charges suivantes de Jackson avec d'autres régiments. La fin de la journée, les actions du 33rd Virginia conduisent à la complète déroute de l'armée de l'Union, et jouent un rôle majeur dans l'immortalisation de la brigade(p63).
Le coût de l'immortalité du régiment de Cummings est élevé. Des 450 hommes qui sont présents lors de la bataille, le 33rd Virginia subit 43 tués et 140 blessés.

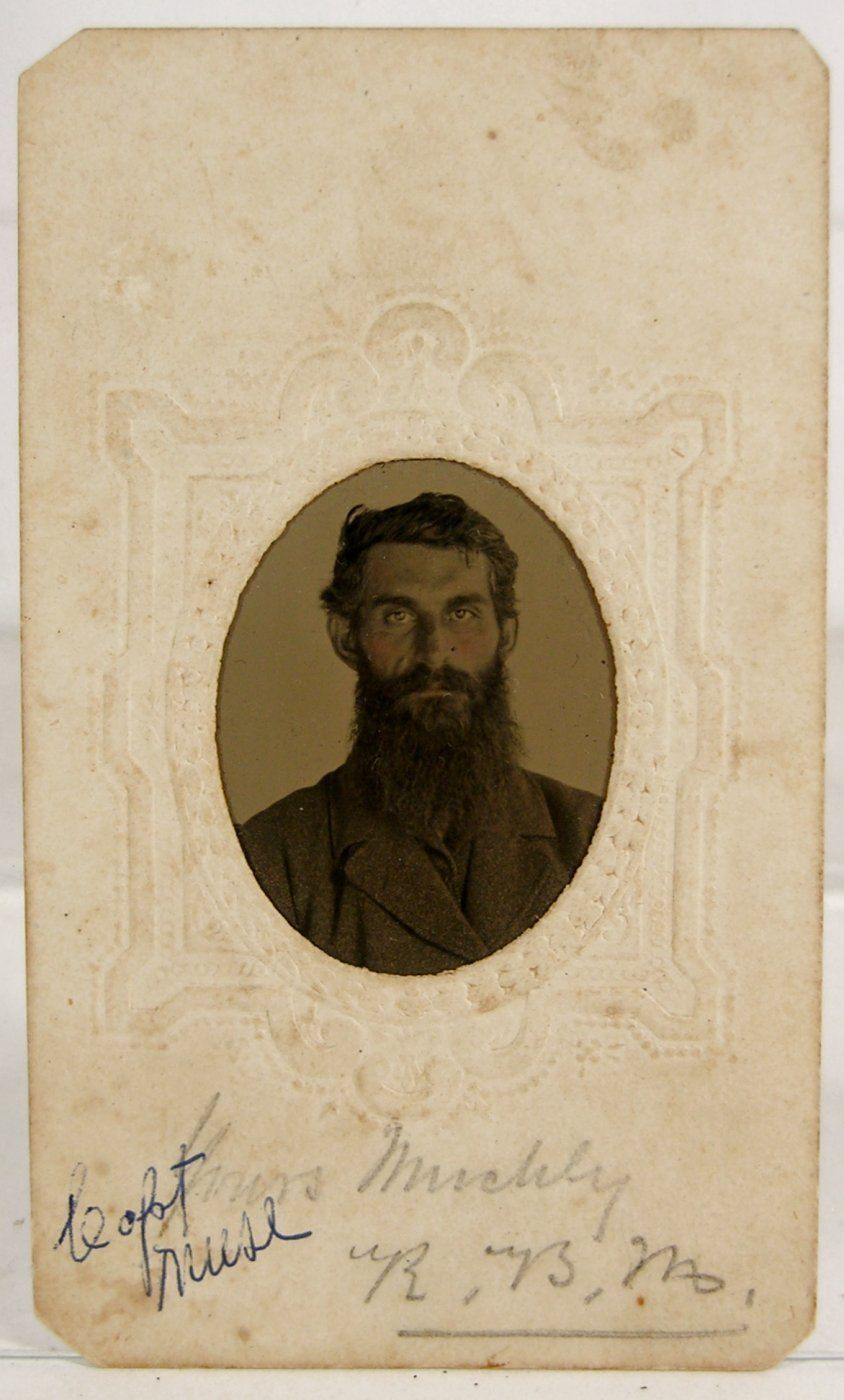
Le capitaine Muse de la compagnie D des rangers de la montagne (Mountain Rangers)

## Dans la vallée
Trois jours plus tard, le général Jackson prend congé de son ancienne brigade et retourne dans la vallée de Shenandoah pour prendre le commandement du district de la Vallée de Virginie. Trouvant la taille de son commandement insuffisant pour la tâche, il demande à Richmond le retour de la brigade de Stonewall dans la vallée. Le 9 novembre, seulement cinq jours après que Jackson a quitté son commandement, la brigade reçoit des ordres pour plier le camp et marcher sur Manassas Junction, où ils sont attendus pour embraquer dans un train et retourner dans la vallée.
Arrivant dans la soirée, il y a seulement assez de chariots pour emmener les 2nd, 5th et 27th Virginia Infantry. Les 4th et 33rd Virginia Infantry reçoivent l'ordre de mettre le camp à la jonction et d'attente le retour des chariots dans la matinée. Vers 22 heures, sans abri pour les protéger, une pluie constante et froide commence à tombertout au long de la nuit. Ayant réussi à obtenir un baril de whisky, la garde d'émeraude se met dans un état deux fois plus misérable pour les autres personnes présentes. « L'ensemble de la compagnie Irlandaise est saoule à l'exception de quelques-uns », écrit un membre de la compagnie H du  33rd Virginie, « ils se battent, avec des épées, des baïonnettes et des couteaux ; on a un moment difficile pour les ligoter et de les mettre dans le poste de garde. Plusieurs des deux parties sont grièvement blessé... »
La nouvelle de l'incident parvient jusqu'à l'état-major du général Jackson. Le 2 décembre, Jackson, dans son rapport officiel, rend compte des agissement des Irlandais tapageurs. « ... Alors que le trente-troisième régiment de volontaires de Virginie était en route de Manassas vers cet endroit, l'une de ses compagnie (compagnie E) est arrivé dans le camp près d'ici sans officiers, en conséquence de l'absence sans permission de son premier lieutenant (T. C. Fitzgerald). En conséquence du compte rendu du colonel Cummings, qu'il ne pouvait pas entreprendre une autre marche avec la compagnie alors qu'elle est composée d'Irlandais ingérables... ».
Alors que le printemps arrive, les fédéraux en font de même en force. Jackson, qui est obligé d'évacuer Winchester, se dirige vers le sud de la Vallée jusqu'à ce que des nouvelles des éclaireurs de la cavalerie de Jackson suggèrent que les fédéraux sont en train de réduire leur force de manière à renforcer les opérations de l'Union plus à l'est. Revenant en arrière, Jackson lance une attaque contre les fédéraux situé à Kernstown à quelques miles au sud de Winchester, le 23 mars 1862. Le 33rd joue un grand rôle en tenant un mur de pierre contre des troupes en supériorité numérique écrasante, jusqu'à ce qu'il reçoive l'ordre de retraiter après avoir consommé toutes leurs munitions. Le régiment subit 23 tués, 12 blessés et 18 capturés sur les 275 engagés à la première bataille de Kernstown.
À la suite de Kernstown, l'armée de Jackson se retire vers le bas de la vallée en direction de Rude's Hill, où, en accord avec divers ordres émis par le gouverneur de Virginie et le Congrès confédéré, les unités existantes se réengagent pour une période de trois ans ou de la guerre. Les nouvelles recrues entre 18 et 45 ans  sont encouragés par une prime et la peur d'être enrôlés d'office, pour rejoindre l'armée. Pour augmenter le recrutement, les milices de l'État sont obligés de se dissoudre et ses membres obligés de combler les rangs des compagnies régulières. Les officiers du régiment sont soumis à une élection. Le colonel Cummings ne se représente pas, et John F. Neff est élu colonel du régiment en avril 1862(p113). D'ici la fin de avril, le 33rd Virginia Infantry s'agrandit de 297 recrues et avec l'absorption de la milice, pour atteindre 762 hommes avant la levée du camp le 3 mai.

## Campagne de la Péninsule
Après trois jours de repos près de Weyer's Cave (grotte de Weyer), la brigade est de nouveau sur la route. Traversant le col de Rockfish, Jackson précipite ses hommes en direction de Richmond pour renforcer les forces assiégées autour de la capitale. La brigade de Stonewall arrive à temps pour aider Robert E. Lee dans sa contre-offensive contre George McClellan. Le 28 juin, la brigade de Stonewall participe à la charge finale de charge à la tombée de la nuit lors de la bataille de Gaines' Mill, et de nouveau prend part à l'action vers la fin de la journée, à la bataille de Malvern Hill le 1er juillet. Le 33rd Virginia subit 32 blessés à Malvern Hill.
Du 8 juillet jusqu'au 17, la brigade entière quitte le champ de bataille et part vers Richmond, où les hommes sont autorisés à prendre un repos bien mérité. Le 17, cependant, les hommes de la brigade de Stonewall mettent de nouveau leurs couvertures en rouleaux, prennent les armes sur les épaules et commencent à marcher vers le nord pour une nouvelle campagne, cette fois contre une nouvelle armée fédérale organisée autour de Manassas Junction sous les ordres du général John Pope. Le 9 août, la brigade entre en collision avec Pope lors de la bataille de Cedar Mountain. Le 33rd Virginia combat avec acharnement tout au long de la bataille, perdant 17 hommes.
Deux jours après Cedar Mountain, le régiment perdra officiellement un homme de plus. Le capitaine Marion Sibert, qui, avec son incapacité à rejoindre la garde d’émeraude sur le terrain, démissionne de sa commission de capitaine le 11 août 1862. Sibert survivra à la guerre sans blessure, servant en tant que prévôt pour Winchester et pour New Market.

## Deuxième Bull Run
En continuant vers le nord, les hommes de Jackson balayent la seule brigade d'infanterie qui garde le vaste dépôt d'approvisionnement à Manassas Junction. En prenant tout ce qui peut être utilisé par l'armée, il est laissé au 33rd Virginia le soin de voir que les chariots et les entrepôts sont incendiés et autrement détruits. Le lendemain, 27 août, la brigade campent à Groveton, juste au nord de l'ancien champ de bataille. Autour de la tombée de la nuit, la brigade de Stonewall est confronté à son égale de l'armée fédérale, la brigade de fer, composée des 2nd, 6th et 7th Wisconsin Infantry, et 19th Indiana. Les deux commandements se placent en ligne, l'une en face de l'autre dans l'obscurité justifiant leur réputation à l'autre. En fin de compte, la brigade de Stonewall maintient sa position sur le terrain. Le colonel John F. Neffest tué au combat le 28 août 1862 lors des combats contre la brigade de fer(p113). Au cours des deux prochains jours, le régiment participe à la seconde bataille de Bull Run. Les trois jours de combat coûtent au 33rd Virginia 33 tués et 81 blessés, dont leur colonel, John Neff.

## Antietam (Sharpsburg)
Continuant leur progression dans le Maryland, le régiment, qui compte maintenant seulement environ 200 hommes, se bat avec ténacité, subissant 3 tués et 17 blessés. La bataille d'Antietam aboutit à un résultat indécis, l'armée confédérée recule derrière le Potomac et l'armée de Jackson s'installe dans la partie inférieure de la vallée, au moment où un certain nombre d'hommes, qui ont été blessés, sont libérés des prisons nordistes ou reviennent de « permission » pour combler les rangs. D'ici la fin d'octobre, le régiment est rassemblé et payé une fois de plus.
Au cours du mois de décembre 1862, le régiment prend part à la bataille de Fredericksburg(p128).

## Chancellorsville
Au début de mai 1863, un nouveau général unioniste, Joseph Hooker, mène l'armée du Potomac à travers la rivière Rappahannock tout en faisant une démonstration face à Fredericksburg, en Virginie. Au cours des trois prochains jours, se déroule la bataille de Chancellorsville. Le 33rd Virginia de la brigade de Stonewall est au cœur des combats du 3 mai. Le capitaine Bedinger de la garde d''émeraude (Co. E), prenant un moment pendant une accalmie dans les combats du 4 mai, écrit :
Hier, nous avons combattu la plus terrible bataille de cette guerre, attaquant l'ennemi sur ses positions choisies et le poussant sur chaque point, notre brigade s'est comportée à merveille, mais a perdu très fortement ... Aujourd'hui, nous sommes en ligne et construisant des parapets, que nous soyons attaquer ou que l'ennemi retraite plus, je ne peux pas dire, je suis à peu près certain de plusieurs autres combats. Dieu merci, je suis épargné pour vous écrire cette note, la moitié de ma petite compagnie a été tuée ou blessée...
Au cours des combats le régiment perd 10 tués et 56 blessés(p311).
Cette bataille aura un effet dévastateur sur la brigade de Stonewall et la Confédération en dépit de la victoire militaire. Le général Jackson, leur leader bien-aimé, est grièvement blessé par ses propres piquets dans la nuit du 3 mai. Il perd son bras et en quelques jours, il meurt de complications. Bien que le général Lee a l'impression de perdre son bras droit avec la mort de Jackson, Lee s'apprête à lancer sa deuxième offensive dans le nord, dans le Maryland et en Pennsylvanie.
La brigade de Stonewall est maintenant placée sous le commandement de James A. Walker et est placé dans le deuxième corps, désormais commandé par Richard S. Ewell. Au début de juin, Lee retire discrètement retiré troupes hors de la ligne et se met en marche vers l'ouest dans la vallée, puis vers le nord en direction du fleuve Potomac, pour la deuxième invasion du Nord.

## Gettysburg
En 15 jours, le 33rd Virginia a traversé le Potomac et campe autour de Chambersburg lorsque l'ordre vient pour le deuxième corps de converger vers la petite ville de Pennsylvanie de Gettysburg. Arrivée dans la soirée du 1er juillet, la brigade passe une grande partie de la deuxième journée dans des escarmouches à l'extrême gauche confédérée. Ce n'est que le lendemain que le 33rd Virginia prend part à de véritables combats. À 3 heures le matin du 3 juillet, le régiment est réveillé et marche avec le reste de la brigade, en direction de la position ennemie au sommet de Culp's Hill. Après le lever du jour, le régiment avance en ligne de bataille en direction de l'ennemi qui est « fortement retranché dans une position avantageuse ». Le régiment remonte les pentes de la colline avançant « par intervalles » alors que les hommes se mettent à l'abri derrière les rochers et les arbres pendant qu'ils avancent. Bien que le régiment épuise ses munitions en une heure ou deux, au moins une partie du 33rd Virginia reste engagé pendant près de cinq heures, en raison de la réception partielles de munitions sur le champ de bataille. Au cours de cette partie du combat, le capitaine Bedinger de la garde d'émeraude est tué en s'avançant vers l'ennemi. Le capitaine Golladay qui prend temporairement le commandement du régiment après la bataille, écrira que le corps de Bedinger du corps gisait peut-être au plus proche des lignes ennemies.
Aux environs de midi, le régiment est retiré des pentes, réorganisé et ravitaillé avec des munitions. Le régiment est ensuite déplacé de plusieurs centaines de mètres vers la droite, et une autre avancée est lancée contre l'ennemi. Les combats sont intenses et durent une demi-heure avant le retrait du régiment de nouveau et qu'il marche vers l'arrière pour prendre un peu de repos jusqu'au milieu de l'après-midi. Encore une fois, le régiment est mis en marche, rééquipé et marche vers une position plus à droite de la ligne. À partir de ce moment et jusqu'à la tombée de la nuit, le régiment est seulement engagé dans des escarmouches après quoi les survivants de la journée se retirent discrètement. Sur le terrain de nombreux hommes tombés sont considérés par Golladay comme la « fleur du régiment ». Vingt-trois pour cent des 236 hommes qui ont combattu à Gettysburg sont tués, blessés ou portés disparus.
Le 3 juillet, la brigade de Stonewall perd l'un de ses anciens commandants, Richard B. Garnett, qui est tué au cours de la tristement célèbre « charge de Pickett », peut-être en raison d'une blessure à la jambe qui la fait monter à cheval lors de la bataille.
Alors que Lee commence sa longue retraite, sous la pluie, les 4 et 5 juillet, plusieurs membres de la compagnie E et H, dont certains ont été blessés deux jours avant, sont capturés à Waterloo, Chambersburg, et South Mountain. Au moment où le 33rd Virginia a franchi à nouveau le Potomac et a été transféré dans un camp autour d'Orange Court House, le régiment ne compte que 90 hommes. Avec la mort de George Bedinger, et le seul lieutenant, Patrick Maxwell, en l'absence pour maladie, le capitaine D. B. Huffman de la compagnie G du 33rd Virginia Infantry assume la responsabilité temporaire de la garde d'émeraude. Le 31 août 1863, le 33rd Virginia est de nouveau rassemblé pour être payé.

## 1864: la Wilderness et Spotsylvania
Le printemps malheureux de 1864 commence avec des nouvelles du général de l'Union Ulysses S. Grant traversant la rivière Rapidan. Le général Lee y répond en manœuvrant son armée en constante réduction pour rencontrer Grant sur le terrain de son choix. Le 4 mai, l'armée de Virginie du Nord et l'armée du Potomac entrent en collision dans le paysage enchevêtré qui étend entre Fredericksburg, Chancellorsville et Spotsylvania Court House connue comme la « Wilderness ». Les combats de la bataille de la Wilderness font rage au milieu du terrain accidenté les 4 et 5 mai. Moins de 100 hommes restent dans le régiment. À environ 11 heures du matin du 5 mai, le régiment est fortement engagé, subissant plusieurs pertes(p73).
Une légère accalmie se produit alors que son armée étant repoussée, le général Grant est obligé de contourner Lee lors de sa descente continuelle vers Richmond. Le 10 mai, les deux armées ont changé leurs positions et Lee a réussi à couper la ligne de progression de Grant à Spotsylvania Court House. À 6 heures du matin le 12 mai, le VIe corps de l'armée du Potomac surprend le deuxième corps de l'armée de Virginie du Nord. Submergeant le saillant, connu comme la « Mule Shoe », de nombreuses brigades sous les ordres d'Allegheny Edward Johnson) sont capturées en masse. Parmi celles qui sont capturées on retrouve la majorité de la brigade de Stonewall. Si certains s'échappent, la brigade cesse effectivement d'exister en tant qu'unité à ce moment.

## Fin de la guerre
Ce qui reste du 33rd Virginia et de la brigade de Stonewall est intégré avec les restes de plusieurs autres brigades de l'ancienne division de Johnson et placé sous le commandement de William Terry dans le 4th Virginia. Cette brigade fusionnée va participer à la campagne de la vallée d'Early de 1864, Hatcher's Run, Waynesboro, Fort Stedman et à la reddition finale de Lee à Appomattox. Lorsque Lee rend l'armée de Virginie du Nord au général Grant à Appomattox Court House, le 9 avril 1865, seulement 1 officier et 18 hommes sont présents du 33rd Virginia.
Les officiers supérieurs pendant le conflit ont été les colonels Arthur C. Cummings, Frederick W. M. Holliday, Edwin G. Lee, John F. Neff, et Abraham Spengler ; les lieutenants-colonels George Huston, et John R. Jones ; et les commandants Jacob B. Golladay et Philip T. Grace.

## Représentation actuelle
Actuellement, six compagnies du 33rd Virginia sont reconstituées. La compagnie A., la « garde du Potomac » est située dans le centre de l'Indiana, la compagnie D, les « rangers de la montagne » est située près de Winchester, en Virginie, la compagnie E, la « garde d'émeraude », est situé près de Washington, DC. La compagnie H, les « gris de Page », est située à Manassas, en Virginie. La compagnie G,  les « fusiliers de Mount Jackson », est située à Buffalo dans l'état de New York, et la compagnie C, la « dixième légion des Minutemen » en Californie du Sud.
Une reconstitution du drapeau du 33rd Virginia peut être vu dans le générique d'ouverture du film « Gods and Generals », et la charge du régiment contre l'artillerie de l'Union de l'artillerie susmentionnée est rejouée.